# Andrea Spatzek

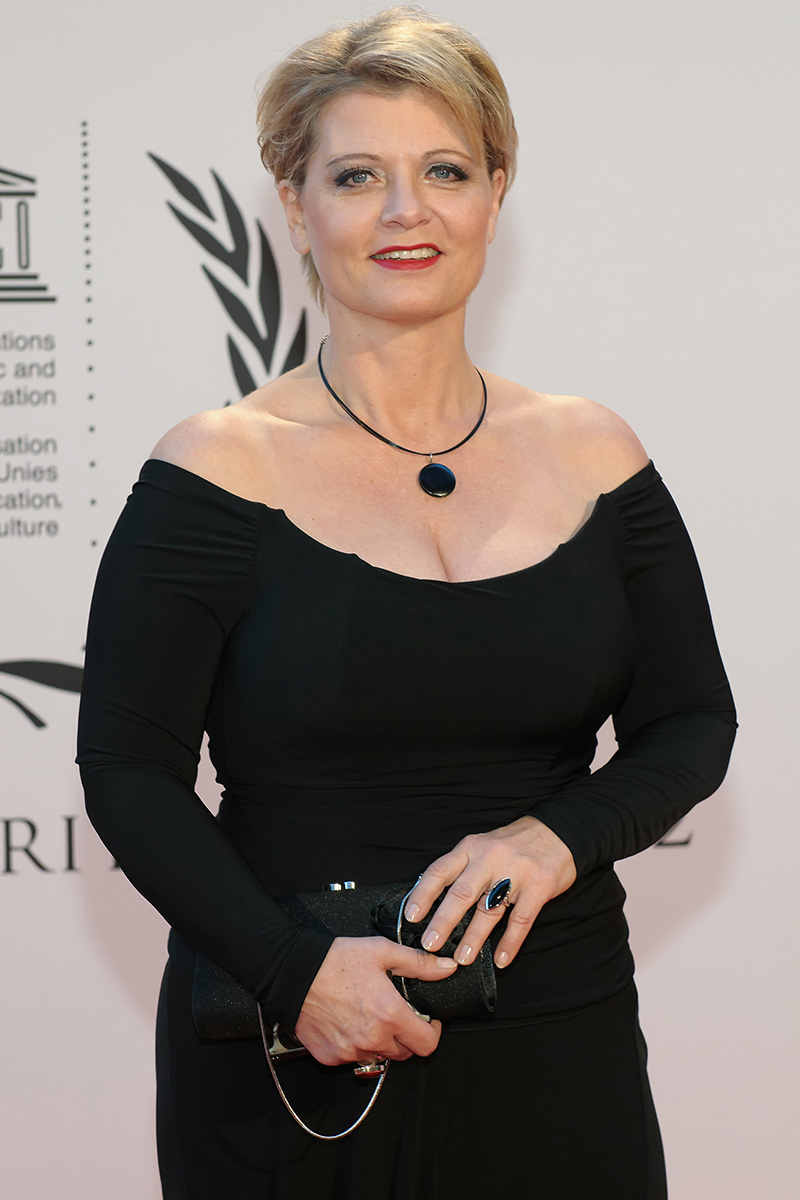
Andrea Spatzek auf der 21. UNESCO Charity Gala am 27. Oktober 2012 in Düsseldorf

Andrea Spatzek (* 3. Mai 1959 in Salzburg) ist eine österreichische Schauspielerin und Sängerin.

## Leben
Nach der Matura machte Spatzek drei Jahre eine Schauspielausbildung am Mozarteum in Salzburg. Es folgten Theaterengagements u. a. am Oldenburger Staatstheater und am Volkstheater Wien, sowie Fernsehrollen hauptsächlich im Österreichischen Rundfunk.
Von der ersten bis zur letzten Folge der Lindenstraße (1985 bis 2020) verkörperte sie die Rolle der Gabi Zenker.
2003 veröffentlichte sie das Album Man soll den Mann nicht vor dem Abend loben, dessen Thema die Hausarbeit und das Geschlechterverhältnis ist.
Spatzek lebt mit ihrem 1994 geborenen Sohn in Köln. Ihr Bruder Christian Spatzek ist ebenfalls Schauspieler.

## Auszeichnungen
- 1984: Karl-Skraup-Preis
- 2015: Vienna Film Award für 30 Jahre TV-Serie Lindenstraße
- Mitglied L’Accademia Angelica Costantiniana di lettere arti e scienze[3]

## Theater
- Denn sie wissen nicht, was sie erben
- Männer gesucht
- Kalender Girls
- Zauberhafte Zeiten

## Filmografie
- 1979: Die Bräute des Kurt Roidl (Fernsehfilm, Österreichischer Rundfunk – ORF)
- 1983: Boeing Boeing (Fernsehfilm)
- 1984: Heiße Tage im Juli (Fernsehfilm, Österreichischer Rundfunk – ORF, ZDF)
- 1985–2020: Lindenstraße (Serie, 1022 Folgen, Westdeutscher Rundfunk Köln – WDR)
- 1990: Die Beimers (Fernsehfilm)
- 1993: G’schichten aus Österreich (Fernsehserie, Episode Die Lehrerin, Österreichischer Rundfunk – ORF, ZDF)
- 1999: Schlosshotel Orth (Fernsehserie, Episode Familiengeschichten, Österreichischer Rundfunk – ORF, ZDF)
- 2021: Cats of Ulthar (Kurzfilm)

## Diskografie
Album
- Man Soll Den Mann Nicht Vor Dem Abend Loben (2003)

Single
- Mein Mann Weiss Alles Besser (2003)